# ノコヘリカブトガメ
ノコヘリカブトガメ（Myuchelys latisternum）は、ヘビクビガメ科Myuchelys属に分類されるカメ。主にオーストラリア北部に分布。

## 分布
オーストラリア（クイーンズランド州、ニューサウスウェールズ州、ノーザンテリトリー北部および東部）固有種

## 形態
オスは最大22.4cm、メスは最大28.8cmの記録がある。背甲は扁平で、上から見ると卵型（ヨーク岬半島およびアサートン台地の個体群は細長い）。項甲板がない個体が多い。椎甲板に溝があり、成長に伴い明瞭になる。後部縁甲板の外縁は鋸状に尖り、和名の由来になっている。老齢個体では突起が消失する個体もいる。背甲の色彩は暗黄色や赤褐色などで、黒や暗褐色の斑紋が入る。腹甲の色彩は黄褐色で、暗色斑が入るが個体によっては腹甲全体が暗色になる。
頭部は大型。頸部背面の棘状鱗は大型（南部個体群で顕著）だが、老齢個体では磨耗する。頭部や四肢の色彩は赤褐色や暗褐色、灰黄色。

## 分類
以前はカブトガメ属（Elseya）に纏められていたが、Myuchelys属（裸名の可能性があるWollumbina属とする説もある）の分割の際に、Myuchelys属に移行された。

## 生態
河川などに生息する。日光浴を行うことを好む。
食性は動物食傾向の強い雑食で、飼育下では魚類、カエル、昆虫、甲殻類などを食べる。本種の食性の中には人為的に移入されたオオヒキガエルも含まれ、毒に耐性（飼育下で4か月以上オオヒキガエルのみを餌にした例がある）があると考えられている。
繁殖形態は卵生。9-翌1月に1回に9-17個の卵を数回に分けて産む。卵は30℃の環境下で60日で孵化した例がある。

## 人間との関係
属内で最も流通が多い種。比較的多くの個体が日本に輸入されていた。主にEUCB個体が流通しているが、WC個体の輸入もあった。オーストラリアは野生動物の輸出を禁止しているため、現在では輸出された個体に由来する飼育下繁殖個体のみが稀に流通する。